# Yokohama (film)
Yokohama – polski telewizyjny film obyczajowy z 1981 roku w reżyserii Pawła Kuczyńskiego. Scenariusz do filmu został oparty na powieści Józefa Hena pod tym samym tytułem.
Zdjęcia do filmu kręcono w Warszawie: na Alejach Ujazdowskich przed budynkiem Ambasady Stanów Zjednoczonych, w Klubie Aktora (SPATiF) w warszawskiej siedzibie ZASP, na Placu Zbawiciela oraz w Pałacu Mostowskich.

## Fabuła
Joan, amerykańska artystka pantomimy podróżuje z Paryża do Jokohamy. Przypadkowo trafia do Warszawy, z której nie potrafi się wydostać. Zagubionej kobiecie przychodzi z pomocą polski pisarz. Podczas starań o jej wyjazd poznaje kobietę bliżej, uświadamiając sobie, że nie posiada ona talentu do pantomimy, lecz jest artystą-wyrobnikiem. Fascynuje go natomiast jej głęboka i naiwna wiara, że właśnie w Japonii poznają się na jej talencie i przywrócą radość życia.

## Obsada
- Ewa Żukowska - Joan "Lutece" Morcom
- Henryk Boukołowski - pisarz
- Iga Cembrzyńska - żona pisarza
- Bogusz Bilewski - Jaś, przyjaciel pisarza
- Zbigniew Buczkowski - porucznik Witek
- Joanna Duchnowska - córka pisarza
- Bożena Dykiel - urzędniczka w konsulacie amerykańskim
- Maciej Dzienisiewicz - recepcjonista w hotelu
- Andrzej Gawroński - kapitan MO przyjmujący zgłoszenie o kradzieży baletek
- Marek Kondrat - konsul amerykański
- Lech Ordon - fotograf
- Joanna Pacuła - znajoma pisarza
- Ryszard Pietruski - urzędnik w ambasadzie radzieckiej
- Witold Pyrkosz - znajomy pisarza, bywalec w "Klubie Aktora"
- Jerzy Turek - milicjant
- Bohdan Ejmont - konduktor w pociągu do ZSRR